# Квебекская фреска
Квебе́кская фре́ска (фр. Fresque des Québécois) — огромный тромплей площадью 420 м² на стене одного из зданий в Квебеке (Канада). Фреска расположена на улице Нотр-Дам в квартале Пети-Шамплен в Старом Квебеке. Фреска была торжественно открыта 17 октября 1999 года.
На Квебекской фреске изображены многие исторические и другие персонажи, сыгравшие большую роль в истории города:
- Самюэль де Шамплен,
- Жак Картье,
- Феликс Леклерк,
- Луи де Бюад де Фронтенак,
- Луи-Жозеф Папино,
- лорд Дафферин,
- Альфонс Дежарден,
- Мари де л’Инкарнасьон,
- Франсуа-Ксавье Гарно,
- Луи Жолье,
- Жан Талон,
- Франсуа де Лаваль,
- Мари-Катрин Лонпре,
- Thaïs Lacoste-Frémont,
- Marcel Mallet,
- Кремази, Октав
- Marie Fitzbach.

Также изображены архитектурные символы Квебека:
- замок Фронтенак,
- типичные дома Старого Квебека,
- лестницы, которые называют «смельчаками».